# ボフスラーウ連隊

連隊の紋章。河岸の三山に三つの十字架。

ボフスラーウ連隊（ウクライナ語：Богуславський полк）は、17世紀末から18世紀にかけて、右岸ウクライナに位置したコサックの連隊の一つ。コサック国家の軍事・行政単位。ボフスラーウ連隊区とも。イヴァン・マゼーパによって編成された。連隊庁所在地はボフスラーウ町（1685年－1712年）。連隊名はボフスラーウに由来する。4つの百人隊を含んだ。1712年に、プルト平和条約によりポーランド・リトアニア共和国の支配下に移され、同年にポーランド政府によって廃止された。